# Agnieszka Bibrzycka
Agnieszka Danuta Bibrzycka (ur. 21 października 1982 w Mikołowie) – polska koszykarka, czterokrotna mistrzyni Polski, w latach 2001–2009 reprezentantka kraju (114 oficjalnych spotkań i 1629 zdobytych punktów), czterokrotna mistrzyni Rosji, mistrzyni Turcji, zwyciężczyni Euroligi (2007),  najlepsza koszykarka Europy (2003) w plebiscycie La Gazzetta dello Sport.

## Kariera sportowa

### Kariera klubowa
Jest wychowanką MOSM Bytom, w którego barwach debiutowała w 1996 w ówczesnej II lidze. W latach 1998–2001 była uczennicą Szkoły Mistrzostwa Sportowego w Łomiankach, w barwach drużyny szkolnej debiutowała w ekstraklasie w sezonie 2000/2001. W latach 2001–2006 była zawodniczką Lotosu Gdynia. Z gdyńskim klubem zdobyła cztery tytuły mistrzyni Polski (2002, 2003, 2004, 2005) i wicemistrzostwo Polski w 2006, w 2006 została najlepszym strzelcem ligi, a ponadto w 2002 i 2004 zajęła drugie miejsce w rozgrywkach Euroligi. W plebiscycie La Gazzetta dello Sport została wybrana najlepszą zawodniczką Europy w 2003. W latach 2004 i 2006 występowała równocześnie w rozgrywkach WNBA, w barwach San Antonio Silver Stars, ale w obu sezonach nie zakwalifikowała się do fazy play-off (w sezonie 2004 występowała razem z Małgorzatą Dydek).
Od 2006 występowała w ligach zagranicznych. W sezonie 2006/2007 występowała w Spartaku Moskwa, zdobywając z nim mistrzostwo Rosji i zwyciężając w rozgrywkach Euroligi. Od 2007 była zawodniczką UMMC Jekaterynburg, z którym zdobyła mistrzostwo Rosji w 2009 i 2010, wicemistrzostwo Rosji w 2008, a ponadto w 2008 i 2009 grała w Final Four rozgrywek Euroligi (w obu startach trzecie miejsce). W styczniu 2011 rozwiązała kontrakt w związku z ciążą (jej drużyna sięgnęła w tym sezonie po kolejne mistrzostwo Rosji), we wrześniu 2011 urodziła córkę. W styczniu 2012 podpisała kontrakt z CCC Polkowice i w tym samym sezonie zdobyła ze swoją drużyną wicemistrzostwo Polski. W latach 2012–2015 była zawodniczką tureckiej Fenerbahçe SK. Z tureckim klubem zdobyła mistrzostwo Turcji w 2013, wicemistrzostwo Turcji w 2014, dwukrotnie zagrała w finale Euroligi (2013, 2014 - w obu startach jej drużyna zajęła drugie miejsce). W 2015 powróciła do polskiej ekstraklasy i została zawodniczką Basketu Gdynia. 3 lutego 2016 po meczu z Energą Toruń ogłosiła zakończenie kariery w związku z oczekiwaniem na drugie dziecko.

### Kariera reprezentacyjna
Z reprezentacją Polski juniorek zdobyła brązowy medal mistrzostw Europy w 2000, ponadto uczestniczyła w mistrzostwach Europy juniorek w 1998 (6. miejsce), mistrzostwach świata juniorek w 2001 (10. miejsce) oraz czterokrotnie na mistrzostwach Europy seniorek (2001 – 6 m., 2003 – 4 m., 2005 – 7 m., 2009 – 11 m.). W seniorskiej kadrze Polski zadebiutowała w 2001, zdobywając dla niej łącznie 1629 punktów w 114 oficjalnych spotkaniach międzypaństwowych. Po raz ostatni w reprezentacji zagrała w 2009.

### Rodzina
Jej matka Danuta Bibrzycka, z d. Ditmer była I-ligową koszykarką w barwach AZS Katowice i Stali Bobrek Bytom, ojciec Ksawery Bibrzycki był trenerem rezerw piłkarskiej drużyny Ruchu Chorzów. Koszykarką jest jej młodsza siostra, Magda.

## Osiągnięcia
Na podstawie, o ile nie zaznaczono inaczej.

### Drużynowe
- Mistrzyni:
  - Euroligi (2007)
  - Polski (2002, 2003, 2004, 2005)
  - Rosji (2007, 2009, 2010, 2011)
  - Turcji (2013)
- Wicemistrzyni:
  - Euroligi (2002, 2004, 2013, 2014)
  - Polski (2006, 2012)
  - Rosji (2008)
  - Turcji (2014)
- Brąz Euroligi (2008, 2009)
- Zdobywczyni pucharu:
  - Polski (2005)
  - Rosji (2009, 2010, 2011)
  - Turcji (2015)
  - superpucharu Turcji (2013, 2014)
- Finalistka pucharu Polski (2006)

### Indywidualne
- Najlepsza:
  - zawodniczka Europy (2003 według La Gazzetta dello Sport)
  - skrzydłowa ligi rosyjskiej (2009 według eurobasket.com)[4]
- MVP:
  - PLKK (2003)
  - finałów PLKK (2005)
  - Final Four pucharu Polski (2005)[5]
  - meczu gwiazd:
    - Euroligi (2010)[6]
    - PLKK (2005, 2012)

  - I etapu rundy zasadniczej TBLK 2015/2016 (grudzień 2015)[7]
  - kolejki Euroligi (3 – 2003/04)
- Zaliczona do:
  - I składu:
    - PLKK (2016)[8]
    - ligi rosyjskiej (2009 przez eurobasket.com)[4]

  - II składu ligi:
    - tureckiej (2013 przez eurobasket.com)[9]
    - rosyjskiej (2010 przez eurobasket.com)[10]

  - składu honorable mention ligi tureckiej (2015 przez eurobasket.com)[11]
- Uczestniczka:
  - meczu gwiazd:
    - Euroligi (2006, 2007, 2009, 2010)
    - PLKK (2003 – Starogard Gdański, 2003 – Rzeszów, 2004, 2005, 2012)
- Liderka strzelczyń PLKK (2005 – sezonu regularnego, 2006 – całego sezonu, włącznie z play-off)

### Reprezentacja
Seniorów
- Uczestniczka mistrzostw Europy (2001 - 6. miejsce, 2003 - 4. miejsce, 2005 - 7. miejsce, 2009 - 11. miejsce)[12]

Młodzieżowe
- Brązowa medalistka mistrzostw Europy juniorek (2000)[12]
- Uczestniczka mistrzostw:
  - Europy U–18 (1998 – 6. miejsce, 2000)[12]
  - świata U–19 (2001 – 10. miejsce)[12]
- Liderka w przechwytach mistrzostw świata U–19 (2001)[13]